# Sexemeteca
Sexemeteca (Seshemetka) foi uma rainha consorte do Antigo Egito da I dinastia, possivelmente a esposa do faraó Usafedo. Ela pode ser a mãe de Miebido. Seus títulos reais foram "Grande do cetro hetes", "Ela que vê Hórus", "Ela que carrega Seth".
Muito pouco é conhecido sobre a rainha Sexemeteca além de uma estela descoberta próxima a tumba de Usafedo em Abidos. Sexemeteca não foi a única mulher identificada de estela funerária. Outras esposas associadas com o rei Usafedo são Semate e Seretor.
Grajetzki (referenciando Petrie, Troy e Roth) lista Sexemeteca como uma esposa do rei Quenquenés e atesta que ela foi enterrada próxima do complexo funerário de Quenquenés em Umel Caabe, Abidos.